# 衝出封鎖線2
《衝出封鎖線2》（英語：Behind Enemy Lines II: Axis of Evil）是美國2006年10月17日由錄影帶直接首映的戰爭片，為《衝出封鎖線》的續集，由導演詹姆斯·道森監製，並由尼可拉斯·岡薩雷斯與麥特·巴謝爾主演。雖然本片是「衝出封鎖線」系列的第二集，劇情上卻未承接第一集的人物與事件。

## 劇情
本片主要以2004年發生在朝鮮兩江道的爆炸事件為主軸，但劇情本身所描述的事件始末純屬杜撰。
劇中，一枚美國間諜衛星證實了朝鮮擁有搭載核子彈頭的三級白杨-M洲际弹道导弹；這種飛彈若自朝鮮發射，整個美國本土將被涵蓋在射程範圍內。白宮得知消息後立即召開緊急會議，其中參謀長聯席會議主席諾曼·凡斯上將（布魯斯·麥克吉爾飾）提議，用轟炸機炸毀飛彈發射台，但為了顧及東北亞的區域安全，美國總統阿戴爾·曼寧（彼得·柯尤特飾）採納海軍參謀長亨利·韋勒上將（格連·莫夏沃飾）的建言，下令派遣一批海豹部隊，趁飛彈加油時突襲燃料庫，藉由燃料爆炸摧毀發射台，並將這項名為「靜夜行動（Operation: Silent Night）」的任務交給鎮海基地指揮。
隸屬駐韓美軍第七艦隊的的羅伯特·詹姆斯上尉（尼可拉斯·岡薩雷斯飾）、大衛·巴恩斯少尉、勞倫斯·梅德洛斯准尉、尼爾·卡勒罕一等士官長（麥特·巴謝爾飾）與寇利·舒爾泰斯中士一行人在韓國首爾街頭餐敘時接獲憲兵的指令，並迅速集合部隊，整裝出發。為了掩人耳目，這次行動並不使用軍用運輸機，而是將部隊送上民航機，自仁川國際機場起飛至距目標六十英里處跳傘降落。
機上部隊待命跳傘的同時，中央情報局局長在白宮發表進一步簡報︰彈頭外觀與飛彈周圍的氪-85含量均明顯指出，該飛彈毫無疑問地是枚核武。更慘的是，衛星照片顯示，朝鮮人民軍方面已將所有飛彈添滿燃料；只要金正日下令發射，這些飛彈三分鐘內就能點火起飛，並在三十分鐘內擊中美國本土，但海軍派遣的海豹部隊光是要摸進飛彈基地就要花數天的時間，根本無法及時解除核武威脅。美國總統只好聽從參謀長聯席會議主席的建議，撤銷海豹部隊的「靜夜行動」，換成由空軍執行的「電幕行動（Operation: Sheet Lightning）」，並派轟炸機前去攻擊飛彈基地。不幸的是，當撤銷命令輾轉自鎮海總部傳到飛機上時，舒爾泰斯中士與梅德洛斯准尉已經跳出艙外了。身為隊長的詹姆斯上尉正準備轉頭向大家商議對策時，被門外強風吹散的零件擊中並摔出機艙。卡勒罕士官長為了支援已出發卻缺乏通訊器材的三名隊員，不顧部屬反對，搶過通信兵的無線電並抗命跳傘。
降落在朝鮮的四人部隊隨後接獲鎮海總部指示，前往指定地點駐扎至MH-53直升機與他們會合為止，並避免任何與朝鮮人民軍之間的衝突，但半路上一行人卻不幸遭遇以黃上校（約塞夫·楊飾）為首的朝鮮人民軍地面部隊，並展開激戰。槍戰中，舒爾泰斯中士與梅德洛斯准尉中彈身亡，而詹姆斯上尉與受傷的卡勒罕士官長則淪為戰俘，整個過程被躲在附近的韓國特務拍了下來。韓國駐美大使得知此事後衝進白宮，向美國總統抗議並要求美軍停止干涉此事，否則朝鮮將入侵韓國。
被俘的詹姆斯上尉遭黃上校凌虐偵訊時，一位姓郭的上校走了進來，安撫了詹姆斯，並將他帶到自己的指揮所。在與郭上校談話的過程中，他不斷向詹姆斯暗示自己的立場，詹姆斯也透過這些暗示發現，其實郭上校是反對朝鮮貿然南征韓國的。忽然間，一名韓國特務狙殺了朝鮮士兵，郭上校便趁這機會「故意」讓詹姆斯搶走自己腰間的手槍，給他機會脫逃，給他機會去阻止可能會帶給朝鮮災難的核武。
脫逃後的詹姆斯上尉向總部報告傷亡狀況、提及郭上校暗中支援的情形並請求恢復「靜夜行動」。美國總統立即核准了這項請求，並向幕僚表示若詹姆斯24小時內未完成任務，將重啟「電幕行動」，派飛機前去壓制發射基地。同時，韓國大使也向特務致電，要求他們與詹姆斯合作，一舉消滅朝鮮核武。
詹姆斯上尉與韓國特務的聯合部隊在前往飛彈基地的路上因交通事故損失了衛星電話。無法與部隊聯繫的總部和白宮只好假定任務失敗，並下令出動B-2精神式戰略轟炸機前去摧毀目標。同時，斷了通訊的聯合部隊趁著夜色癱瘓電力系統並潛入飛彈基地。雖然一行人撞見了黃上校，但在一旁的郭上校當場開槍射殺了他，救了詹姆斯一命。「倘若你們這次不成功，我國情勢將只會每況愈下。回去告訴你們總統，在朝鮮，並非所有人都是愚蠢的農夫。」說罷，郭上校便揚長而去。
郭上校離開後，聯合部隊隨即和飛彈基地裡的朝鮮部隊爆發槍戰。詹姆斯趁亂將遙控塑膠炸彈放在油罐車上，並在帶領友軍撤退時引爆。爆炸的威力將油槽彈向並引爆了飛彈發射台，成功完成了任務。駐韓美軍在雷達螢幕上看見了爆炸訊號後便立即通知白宮，並在轟炸機飛官正要按下飛彈發射鈕時，及時取消了「電幕行動」，成功挽救了一場朝鮮半島危機。
大衛·巴恩斯少尉奉命從日本海進入圖門江，將詹姆斯上尉和卡勒罕士官長帶回鎮海基地。隨後，卡勒罕被告出庭，並依暴行犯上與惡意抗命罪嫌分別處以一年與十年有期徒刑，但由於「靜夜行動」是官方不予公開承認的祕密任務，因此和這項「不存在之任務」相關的所有罪名將也均不予生效。卡勒罕躲過了牢獄之災，並得以和剛出生的女兒共享天倫樂。
詹姆斯上尉在史考特·伯依塔諾一等士官長（凱斯·大衛飾）的陪同下，於白宮獲贈總統親授的勳章。伯依塔諾士官長是當年詹姆斯還是海軍少尉，受海豹特訓時的教官。在授勳儀式後，他稱讚詹姆斯為「他教過的所有人當中最渴望成為合格海豹隊員的學生」。

## 演員表
- 尼可拉斯·岡薩雷斯  飾演  羅伯特·詹姆斯上尉
- 麥特·巴謝爾  飾演  尼爾·卡勒罕一等士官長
- 彼得·柯尤特  飾演  美國總統 阿戴爾·曼寧
- 布魯斯·麥克吉爾  飾演  參謀長聯席會議主席 諾曼·凡斯上將
- 埃普·格蕾絲  飾演  美國國務卿 愛莉·碧莉雅德
- 格連·莫夏沃  飾演  亨利·韋勒上將
- 約塞夫·史提芬·楊 飾演 黃上校
- Kenneth Choi 飾演 韓國大使
- 凱斯·大衛 飾演 史考特·伯依塔諾一等士官長